# Gil Vasques Bacelar III
Gil Vasques Bacelar (III) foi um Senhor de Bacelar, da Honra de Mira. Exerceu também o Senhorio do Padroado do Convento de Nossa Senhora de Mosteiró em Santa Eulália de Cerdal. Foi Capitão-mor e alcaide-mor de Valença.

## Relações familiares
Foi filho de Vasco Gil Bacelar II e de Teresa Anes Parada, filha de Soeiro Anes Parada. Casou com Ana Gomes de Lira (1390 -?)  filha de Lopo Gomes de Lira (1350 -?) e de Teresa Gomes de Abreu (1375 -?), de quem teve:
1. Vasco Gil de Bacelar (1400 -?) casou com Helena Gomes de Abreu, filha de Vasco Gomes de Abreu (1320 -?) e de Maria Roiz de Portocarreiro (1360 -?), da Casa de Portocarreiro.
2. Fernão Vaz Bacelar.
3. Vasco Fernandes Bacelar (1410 -?).